# Cincinnati Bengals 1975
La stagione 1975 dei Cincinnati Bengals è stata la sesta della franchigia nella National Football League, l'ottava complessiva. La squadra aprì con sei vittorie consecutive e chiuse con un record di 11-3, fino a quel momento il suo migliore. Nel divisional round dei playoff la squadra perse contro Oakland per 31–28. Ken Anderson guidò per il secondo anno consecutivo la lega in yard passate. Una significativa perdita fu quella del defensive tackle Mike Reid, che si ritirò all'età di 27 anni per perseguire una carriera nella musica.
Questa fu l'ultima qualificazione dei Bengals al playoff fino al 1981. Malgrado il record positivo ebbero solamente un bilancio di 3–3 nella division, perdendo per due volte contro i Pittsburgh Steelers futuri vincitori del Super Bowl. Al di fuori della division la squadra ebbe un record perfetto di 8-0.

## Roster
| Roster dei Cincinnati Bengals nel 1975 |
| --- |
| Quarterback - 11 John Reaves - 14 Ken Anderson Running Back - 26 Charlie Davis - 36 Lenvil Elliott - 33 Stan Fritts - 38 Champ Henson - 19 Essex Johnson - 42 Boobie Clark - 43 Ed Williams Wide Receiver - 18 Charlie Joiner - 25 Chip Myers - 85 Isaac Curtis - 86 John McDaniel Tight End - 88 Bruce Coslet - 89 Jack Novak - 84 Bob Trumpy Offensive Linemen - 72 Howard Fest G - 54 Bob Johnson C - 62 Dave Lapham G - 71 Rufus Mayes T - 64 John Shinners G - 75 Al Krevis T - 76 Vernon Holland T Defensive Linemen - 65 Maulty Moore DT - 67 Gary Burley DE - 68 Bill Kollar DT - 70 Ron Carpenter DT - 74 Mike Reid DT - 78 Bob Brown DT - 80 Ken Johnson DE - 83 Sherman White DE Linebacker - 50 Glenn Cameron - 51 Chris Devlin - 52 Brad Cousino - 53 Bo Harris - 55 Jim LeClair - 58 Al Beauchamp - 60 Ron Pritchard Defensive Back - 29 Lyle Blackwood S - 37 Tommy Casanova S - 24 Marvin Cobb S - 27 Ricky Davis SS - 23 Bernard Jackson S - 20 Lemar Parrish CB - 13 Ken Riley CB Special Team - 41 Dave Green P - 16 Horst Muhlmann K Lista delle riserve - 82 Royce Berry DE (IR) |
| Legenda - I rookie sono in corsivo. - Il primo ruolo è il principale mentre gli eventuali successivi indicano i ruoli secondari. - (IR) sta per Injured Reserve ed indica la lista ristretta per un solo giocatore infortunato che può tornare ad allenarsi dopo la settimana 6 e a rientrare in prima squadra dopo che questa ha giocato 8 partite. - (NF-Inj.) / (NF-Ill.) stanno rispettivamente per Non-Football Injured e Non-Football Illness ed indicano le liste dove viene inserito un giocatore che ha un infortunio o una malattia non dipendente dal football americano. - (PUP) sta per Physically Unable to Perform ed indica la lista dove viene inserito un giocatore mentre è in attesa di recuperare la condizione fisica. Nella stagione regolare dopo la sesta partita giocata dalla propria squadra, il giocatore ha tempo tre settimane per riprendere ad allenarsi, più tre settimane aggiuntive dal suo rientro agli allenamenti per rientrare in prima squadra. |

## Calendario
| Stagione regolare |              |                        |           |        |                               |         |
| Turno             | Data         | Avversario             | Risultato | Record | Stadio                        | Sintesi |
| 1                 | 21 settembre | Cleveland Browns       | V 24–17   | 1–0    | Riverfront Stadium            | Recap   |
| 2                 | 28 settembre | at New Orleans Saints  | V 21–0    | 2–0    | Louisiana Superdome           | Recap   |
| 3                 | 5 ottobre    | at Houston Oilers      | V 21–19   | 3–0    | Astrodome                     | Recap   |
| 4                 | 12 ottobre   | New England Patriots   | V 27–10   | 4–0    | Riverfront Stadium            | Recap   |
| 5                 | 19 ottobre   | Oakland Raiders        | V 14–10   | 5–0    | Riverfront Stadium            | Recap   |
| 6                 | 26 ottobre   | at Atlanta Falcons     | V 21–14   | 6–0    | Atlanta–Fulton County Stadium | Recap   |
| 7                 | 2 novembre   | Pittsburgh Steelers    | S 24–30   | 6–1    | Riverfront Stadium            | Recap   |
| 8                 | 9 novembre   | at Denver Broncos      | V 17–16   | 7–1    | Mile High Stadium             | Recap   |
| 9                 | 17 novembre  | Buffalo Bills          | V 33–24   | 8–1    | Riverfront Stadium            | Recap   |
| 10                | 23 novembre  | at Cleveland Browns    | S 23–35   | 8–2    | Cleveland Stadium             | Recap   |
| 11                | 30 novembre  | Houston Oilers         | V 23–19   | 9–2    | Riverfront Stadium            | Recap   |
| 12                | 7 dicembre   | at Philadelphia Eagles | V 31–0    | 10–2   | Veterans Stadium              | Recap   |
| 13                | 13 dicembre  | at Pittsburgh Steelers | S 14–35   | 10–3   | Three Rivers Stadium          | Recap   |
| 14                | 21 dicembre  | San Diego Chargers     | V 47–17   | 11–3   | Riverfront Stadium            | Recap   |

Note
- Gli avversari della propria division sono in grassetto.

## Classifiche
| AFC Central Division   |    |    |   |      |     |      |     |     |     |
|                        | V  | S  | P | %    | DIV | CONF | PF  | PS  | STR |
| Pittsburgh Steelers(1) | 12 | 2  | 0 | .857 | 6–0 | 10–1 | 373 | 162 | S1  |
| Cincinnati Bengals(4)  | 11 | 3  | 0 | .786 | 3–3 | 8–3  | 340 | 246 | V1  |
| Houston Oilers         | 10 | 4  | 0 | .714 | 2–4 | 7–4  | 293 | 226 | V3  |
| Cleveland Browns       | 3  | 11 | 0 | .214 | 1–5 | 2–8  | 218 | 372 | S1  |